# Residencial das Acácias
Residencial das Acácias é um bairro da cidade brasileira de Goiânia, localizado na região norte do município.
O bairro conta com uma área de 0,20 km² e conta com uma densidade de 3 169,80 habitantes. O bairro é conurbado com o Parque das Flores, Maria Lourença e Residencial Itália. Localiza-se próximo ao limite entre as regiões norte e noroeste.
Segundo dados do Instituto Brasileiro de Geografia e Estatística (IBGE), divulgados pela prefeitura, no Censo 2010 a população do Residencial das Acácias era de 643 pessoas.